# Fountain Hill (Pennsylvania)
Fountain Hill è un comune (borough) degli Stati Uniti d'America, situato nello stato della Pennsylvania, nella contea di Lehigh.